# Keyserska huset

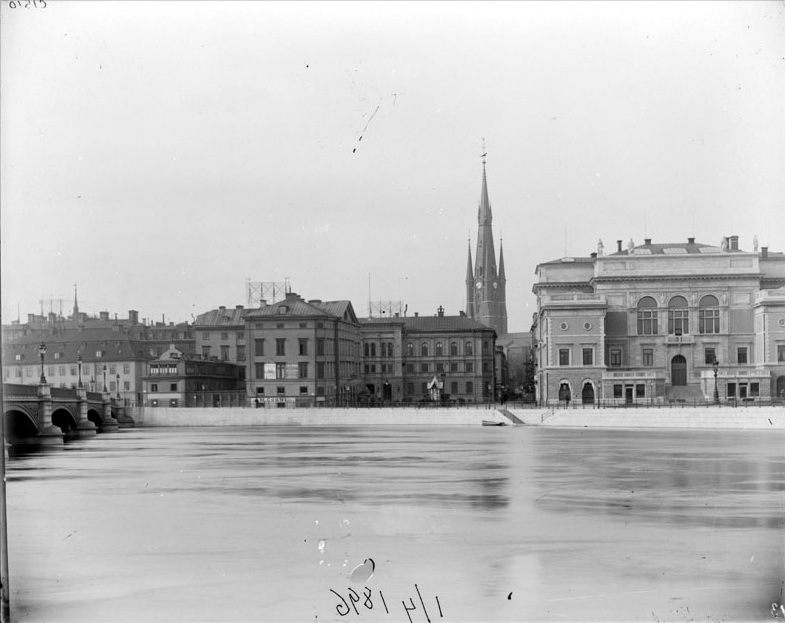
Keyserska husets gavel mot Norrström 1896. På motsatt sida av Rödbotorget syns Konstakademiens hus

Keyserska huset var en byggnad i fyra våningar belägen vid Rödbodtorget i Stockholm, uppfört för Abraham Keyser (1745–1811). Bland husets invånare räknas även från 1811 byggherrens son Gustaf Keyser. Industriutställningen i Stockholm 1823 inrymdes i Keyserska huset. På samma plats uppfördes 1896–1898 det nuvarande Centralpalatset.
På huset fanns en stentavla med texten Under G Gustaf IV Adolfs lät Abraham Keiiser åren 1799–1804 bygga detta hus efter ritning af Ture Wennberg. Stentavlan ingår i Nordiska museets samling men är sedan 1938 ej påträffad och möjligen förlorad.
I byggnaden bedrevs ett flertal verksamheter, bland vilka märks kryddkramhandel och ett spelhus som drevs av Anders Ahrengren.

## Keyserska huset i litteratur
I novellen Ett blodsdrama från 1896 var huset en hemlig bordell och plats för ett mord.
I romanen 1793, utgiven av Niklas Natt och Dag (2017), är huset samlingsplats för det slutna ordenssällskapet Eumeniderna samt misstänkt plats för ett makabert mord.